# Mimoclystia pudicata
Mimoclystia pudicata là một loài bướm đêm trong họ Geometridae.